# Klaus Rösner
Klaus Rösner (* 10. März 1922 in Schönebeck (Elbe); † 20. August 2019) war ein deutscher Internist und Hochschullehrer.

## Leben und Werk
Klaus Rösner stammte aus dem preußischen Provinz Sachsen. Er studierte, promovierte 1945 an der Universität Leipzig zum Dr. med. und habilitierte sich 1958 an der Universität Jena. Rösner wurde Chefarzt des Medizinischen Klinik II des Heinrich-Braun-Krankenhauses in Zwickau. 1958 erfolgte seine Ernennung zum Dozenten für Innere Medizin an der Universität Jena. Von 1972 bis 1977 war er Ärztlicher Direktor am Heinrich-Braun-Klinikum. Er lebte zuletzt im Zwickauer Stadtteil Weißenborn.

## Schriften (Auswahl)
- Ulcus pepticum und Elektro-Kardiogramm. Leipzig 1944.
- (mit Hellmuth Kleinsorge): Die Phenothiazinderivate in der Inneren Medizin. Jena 1956.
- Die Wirkungen von Chlorpromazin und anderen Phenothiazinderivaten auf die inkretorischen Drüsen. 1958.
- (Hrsg.): Technik diagnostischer und therapeutischer Eingriffe. Jena 1977.